# Meghila (distrito)
Meghila é um distrito localizado na província de Tiaret, Argélia.[carece de fontes?] Sua capital é a cidade de mesmo nome.

## Comunas
O distrito está dividido em três comunas:
- Meghila
- Sebt
- Sidi Hosni